# AD Ovarense
Associação Desportiva Ovarense ist ein Sportverein aus der portugiesischen Stadt Ovar im Norden des Landes.

## Fußball
Der Verein hat eine Fußballabteilung, die zuletzt in der Saison 2005/06 in der 2. portugiesischen Liga, der Liga da Honra (Ehrenliga) spielte, aus der sie aber als Vorletzter abstieg.

## Basketball
Es hat sich auch eine autonome professionelle Basketballabteilung herausgebildet, die Aerosoles, deren 1. Mannschaft in der Saison 2004/2005 in der 1. portugiesischen Liga spielt und einige nationale Erfolge vorzuweisen hat.

### Erfolge im Basketball
- Portugiesische Meisterschaft 2
  - 1988, 2000
- Portugiesischer Supercup 5
  - 1989, 1991, 1994, 2000, 2002
- Portugiesischer Ligacup 3
  - 1992, 1997, 2001
- Portugiesischer Pokal 2
  - 1989, 1990